# Henri Mahé
Henri Mahé, né le 17 juillet 1907  dans le 5e arrondissement de Paris et mort le 20 juin 1975 à New York, est un peintre, décorateur et réalisateur français.

## Biographie
Après ses études aux beaux-arts et son installation à Montmartre en 1927, Henri Mahé (dit « Riton-la-Barbouille ») travaille d'abord comme décorateur pour des cirques, des cinémas et des maisons closes.
Ami de Louis-Ferdinand Céline depuis 1929, ce dernier lui a adressé de nombreuses lettres pendant une trentaine d'années.
Décorateur pour le cinéma, collaborant notamment à plusieurs reprises avec Abel Gance, Henri Mahé a réalisé en 1943 un long métrage, Blondine, dans lequel il a utilisé le trucage baptisé Simplifilm, dont il était l'inventeur, « qui permettait de remplacer un grand décor construit par des maquettes réduites et d'y intégrer des personnages réels ».

## Filmographie
Réalisateur
- 1945 : Blondine

Décorateur
- 1938 : J'accuse d'Abel Gance
- 1939 : Louise d'Abel Gance
- 1940 : Paradis perdu d'Abel Gance
- 1940 : Vénus aveugle d'Abel Gance
- 1941 : Romance de Paris de Jean Boyer
- 1942 : Croisières sidérales d'André Zwobada
- 1943 : Le Capitaine Fracasse d'Abel Gance

## Publications
- La Brinquebale avec Céline, La Table Ronde, 1969
- La Genèse avec Céline, 1970

## Distinctions
- 1934 : Prix Blumenthal[5],[6]